# Sorans-lès-Breurey
Sorans-lès-Breurey é uma comuna francesa na região administrativa de Borgonha-Franco-Condado, no departamento de Alto Sona. Estende-se por uma área de 14,37 km². Em 2010 a comuna tinha 466 habitantes (densidade: 32,4 hab./km²).